# Observatorio de Natal
El Observatorio de Natal (nombre original en inglés: Natal Observatory) fue un observatorio astronómico situado en la Colonia de Natal (actualmente  provincia de KwaZulu-Natal, perteneciente a la República de Sudáfrica). Operó entre 1882 y 1911, estando ligado a lo largo de toda su existencia al astrónomo Edmund Neville Nevill (1849-1940). El trabajo más importante llevado a cabo en sus instalaciones estuvo dedicado al estudio del movimiento de la Luna.

## Fundación del observatorio
En 1882 David Gill, director del Real Observatorio del Cabo de Buena Esperanza, solicitó al gobierno de Natal el establecimiento de un observatorio astronómico en Durban, en previsión del tránsito de Venus del 4 de diciembre de aquel año. Robert T. Pett, tercer ayudante en el Observatorio Real, visitó Durban en junio para resolver algunos asuntos. Se eligió un emplazamiento para el observatorio en la esquina suroeste de los Jardines Botánicos de Natal. Gill Invitó al astrónomo británico Edmund Neville Nevill (también conocido como Edmund Neison) para ocupar el puesto de astrónomo del gobierno de Natal y director del observatorio, instándole para que pudiese llegar a tiempo para observar el tránsito de Venus. Nevill llegó a Durban el 27 de noviembre, y a pesar de los problemas con el equipamiento disponible, consiguió observarlo satisfactoriamente.

## Equipamiento
El Observatorio de Natal inicialmente estaba equipado con un telescopio refractor Grubb de 200 mm y montura ecuatorial donado por el abogado y político de Natal Harry Escombe; un instrumento de tránsito de 75 mm Troughton & Simms; un reloj Dent para determinar el tiempo sideral; y algunos relojes de precisión y otros instrumentos menores. Se añadió en 1892 un reloj de tiempo medio fabricado por Victor Kullberg y un telescopio refractor ecuatorial portátil de 75 mm en 1896. En diciembre de 1883 se recibieron de Inglaterra instrumentos meteorológicos, iniciándose la toma de datos climatológicos con regularidad en el observatorio. Los instrumentos para medir la declinación magnética llegaron en 1892.

## Personal
Nevill fue director del observatorio hasta que se cerró en 1911, tras la incorporación de Natal a la Unión Sudafricana en 1910. Habitualmente contaba con un ayudante, y cuatro señoras contratadas para realizar mediciones y cálculos sistemáticos. Una de ellas, Mabel Grant, ayudante astronómico desde septiembre de 1891 a abril de 1903 se casó con Nevill en 1894.

## Investigación sobre el movimiento de la luna
Durante los años 1880 las discrepancias entre las mejores tablas lunares disponibles (publicadas por Hansen en 1857) y las observaciones habían llegado a ser tan grandes que los navegantes ya no podían utilizar la posición de la Luna para determinar su longitud con exactitud. Nevill abordó el problema en primer lugar verificando el tratamiento dado por Hansen a las perturbaciones lunares causadas por la acción directa del Sol. Ideó un método mejorado para calcular las perturbaciones causadas por Venus. Los errores restantes debidos a la atracción gravitatoria de los otros planetas, tenían unos efectos muy difíciles de calcular. Este trabajo se publicó en un artículo en las Memoirs de la Sociedad Astronómica Real (1885), describiendo las correcciones a introducir en las tablas de Hansen. Posteriormente estudió todas las observaciones lunares disponibles desde mediados del siglo XVII y las redujo a una base uniforme. Comparando estas observaciones con las tablas de Hansen,  utilizó las discrepancias para deducir las amplitudes y periodos de los términos de corrección apropiados. Después de todas estas mejoras las tablas proporcionaron una base excelente para todas las observaciones lunares realizadas desde 1650.
El trabajo estuvo a punto para su publicación a finales de 1894, pero no había fondos disponibles para imprimirlo. Durante años, Nevill instó al gobierno de Natal en su Informe Anual como Astrónomo del Gobierno, para que se liberaran fondos para su publicación, pero nunca estuvieron disponibles. En su informe de 1898,  escribía desesperanzado: Las investigaciones sobre los errores de las tablas lunares han sido envueltas en papel marrón, atadas con una cinta roja, y retiradas a una balda hasta el momento en que se obtengan los votos necesarios para que puedan publicarse… Al año siguiente el manuscrito fue víctima del infortunio cuando quedó dañado durante un temporal de lluvias debido a una gotera en el techo del observatorio. En los años siguientes se realizaron trabajos similares, especialmente por Ernest William Brown en los Estados Unidos, M. Radau en Francia, y Philip Herbert Cowell en Gran Bretaña, quienes obtuvieron el reconocimiento por esta tarea. En 1907 Nevill relató esta triste historia cuando era presidente de la Sección A de la Asociación Sudafricana para el Avance de la Ciencia.

## Otros trabajos científicos
Nevill acometió otros trabajo astronómicos, incluyendo la determinación cuidadosa de la latitud y la longitud del observatorio, primero para propósitos astronómicos y después para la toma de datos geodésica de África del Sur, y para las observaciones regulares del tránsito solar para el ajuste de señales horarias. Un proyecto de colaboración más ambicioso, llevado a cabo entre 1886 y 1896, implicó la comparación de la declinación de estrellas basada en las observaciones realizadas en los hemisferios norte y sur. Durante sus años tempranos en Natal, bajo el nombre de E.N. Neison,  publicó un libro popular titulado "Astronomy: a simple introduction to a noble science" (Astronomía: una introducción sencilla a una ciencia noble) (Londres, 1886). También realizó un estudio de los eclipses antiguos, sobre el que leyó un artículo en la reunión de la junta de las Asociaciones Británica y Sudafricana para el Avance de la Ciencia en 1905.
Además de las observaciones meteorológicas regulares realizadas en el observatorio, el personal era responsable también de analizar y publicar las observaciones meteorológicas tomadas en otros lugares de Natal. Así, en 1900 había 31 estaciones que entregaron sus datos al observatorio con periodicidad mensual. En 1908 Nevill escribió un artículo sobre las precipitaciones en Natal para la Revista Agrícola de Natal, en el que identificó un ciclo de lluvias de 18 años de duración. Su ayudante, Robert F. Rendell, también publicó un artículo sobre las precipitaciones en Durban en la Revista Trimestral de la Sociedad Meteorológica Real en 1906.
El personal también analizó las observaciones sobre las mareas realizadas entre 1884 y 1888, compilando unas tablas de mareas para el Puerto de Durban. Hacia 1903, no habían sido imprimidas todavía, y por aquel tiempo la entrada al puerto había cambiado tanto que era necesario analizar nuevos datos, para lo que no había fondos. A partir de 1893 se realizaron observaciones diarias de la declinación magnética. En noviembre de 1887 Nevill fue nombrado también Químico del Gobierno y Asesor Oficial para Natal, lo que redujo su tiempo disponible para la investigación astronómica. Su trabajo químico era principalmente de naturaleza rutinaria, incluyendo análisis de muestras geológicas para determinar su contenido de oro y de otros metales, análisis de muestras de suelo para propósitos agrícolas, el examen de detonadores y explosivos, y las investigaciones toxicológicas.

## Clausura del observatorio
Tras la formación de la Unión Sudafricana en 1910, el puesto de astrónomo del gobierno en Natal fue suprimido, y el observatorio se cerró. Parte del equipamiento se llevó al Observatorio Unión en Johannesburgo. Durante la década de 1920, la Asociación Astronómica de Natal reparó el observatorio y se abrió al público durante algún tiempo. Posteriormente, el telescopio refractor de 200 mm se traspasó a la Universidad Técnica de Natal.